# Etlingera inundata
Etlingera inundata är en enhjärtbladig växtart som beskrevs av S.Sakai och Hidetoshi Nagamasu. Etlingera inundata ingår i släktet Etlingera och familjen Zingiberaceae. Inga underarter finns listade i Catalogue of Life.